# Pentobesa densissima
Pentobesa densissima är en fjärilsart som beskrevs av Dyar 1915. Pentobesa densissima ingår i släktet Pentobesa och familjen tandspinnare. Inga underarter finns listade i Catalogue of Life.